# هانز كريستيان شميد
هانز كريستيان شميد (بالألمانية: Hans-Christian Schmid)‏ (و. 1965  م) هو مخرج أفلام، وكاتب سيناريو، ومنتج أفلام، وأستاذ جامعي ألماني، ولد في آلتوتينغ.

## التعليم
تعلم في جامعة التلفاز والأفلام في ميونخ ‏.

## جوائز
حصل على جوائز منها:
- جائزة الفيلم الألماني [الإنجليزية]‏.

## وصلات خارجية
- هانز كريستيان شميد على موقع IMDb (الإنجليزية)
- هانز كريستيان شميد على موقع مونزينجر (الألمانية)
- هانز كريستيان شميد على موقع قاعدة بيانات الأفلام العربية
- هانز كريستيان شميد على موقع ألو سيني (الفرنسية)
- هانز كريستيان شميد على موقع أول موفي (الإنجليزية)
- هانز كريستيان شميد على موقع قاعدة بيانات الأفلام السويدية (السويدية)
- هانز كريستيان شميد على موقع قاعدة بيانات الفيلم (الإنجليزية)
- هانز كريستيان شميد على موقع كينوبويسك (الروسية)